# Heinkel He 45
Heinkel He 45 är ett tyskt all-round stridsflygplan från tiden före andra världskriget.
Heinkel He 45 konstruerades som ett dubbeldäckat lätt bombflygplan och fjärrspaningsflygplan, men kom huvudsakligen att användas som skolflygplan. Flygplanskroppen var tillverkad i en fackverkskonstruktion av stålrör som kläddes med duk. Vingarna var uppbyggda runt träbalkar som försågs med spryglar och kläddes med fanér och duk. Flygplanet var utrustat med två öppna sittbrunar där den bakre besättningsmanen kunde hantera en rörlig kulspruta, medan piloten kunde avfyra en fast monterad kulspruta riktad framåt. 
Under Spanska inbördeskriget deltog sex He 45C i Condorlegionen samt ytterligare 40 flygplan i Francos luftstridskrafter. I september 1939 drogs flygplanet bort som förstalinje flygplan i Luftwaffe för att istället användas som skolflygplan. 1943 återinsatte man ett antal flygplan som lätt nattbombare på Östfronten. Totalt tillverkades 512 flygplan varav 12 exporterades till Bulgarien 1936.
På grund av begränsad produktionskapacitet i Heinkels fabrik i Warnemünde byggdes planet även av Focke-Wulf, Bayerischen Flugzeugwerken och Gothaer Wagonfabrik. Förutom de plan som tillverkades för Luftwaffes räkning exporterades även ett antal plan till Spanien och Kina (de som skickades till Kina hade beteckningen Heinkel He 61).
Vid krigsutbrottet fanns 20 plan i aktiv tjänst, dessa flyttades snabbt till utbildningstjänst.

## Varianter
- He 45a, prototypvariant, obeväpnad
- He 45b, prototypvariant i så gott som samma utförande som 45a men med en fyrbladig propeller.
- He 45c, första prototypvarianten som bar vapen.
- He 45A-1, skolflygplansvariant.
- He 45A-2, rekognoseringsvariant.
- He 45B-1, rekognoseringsvariant utrustad med en 7,92 mm kulspruta
- He 45B-2, bombflygplansvariant, kunde bära 100 kg bomber.
- He 45C, huvudproduktionsvariant, med i stort sett samma utförande som tredje prototypen men den hade skevningsroder bara på den undre vingen.
- He 45D, variant med mindre förbättringar.
- He 61, variant som exporterades till Kina, den var försedd med en BMW VI-motor på 492 kW (660 hk).